# Потюканово
Потюканово — упразднённое село в Северном районе Новосибирской области России. Входило в состав Потюкановского сельсовета. Упразднено в 2015 г.

## Население
| 2002 | 2007 | 2010 |
| ---- | ---- | ---- |
| 0    | →0   | →0   |

## Инфраструктура
В селе по данным на 2007 год отсутствует социальная инфраструктура.